# Birthday (bài hát của Selena Gomez)
"Birthday" là một bài hát của nghệ sĩ thu âm Mỹ Selena Gomez cho album solo đầu tay của cô  Stars Dance  (2013). Nó được viết và sản xuất bởi Mike Del Rio, với sự bổ sung của Crista Russo và Jacob Kasher Hindlin. Matt Beckley cũng chịu trách nhiệm phần sản xuất thanh nhạc cho ca khúc này. Về âm nhạc, "Birthday" kết hợp sâu giữa electronic dance và tiếng còi cảnh sát với các yếu tố của trap. Nhịp trống thưa thớt và giọng hát thánh ca được vang lên trong suốt bài hát, mà đã được mô tả bởi các nhà phê bình như là một hỗn hợp của electropunk, EDM, và dubstep, tạo ra một âm thanh độc đáo. Bài hát ban đầu đã được công bố là một đĩa đơn từ Stars Dance, nhưng không bao giờ được chính thức phát hành từ album.

## Danh sách bài hát
- Tải ký thuật số[1]

1. "Birthday" – 3:20

## Xếp hạng
| Bảng xếp hạng (2013)                              | Vị trí cao nhất |
| ------------------------------------------------- | --------------- |
| Hàn Quốc (Goan)                                   | 191             |
| Hoa Kỳ Bubbling Under Hot 100 Singles (Billboard) | 12              |
| Hoa Kỳ Pop Digital Songs (Billboard)              | 29              |